# Колона на Зигмунт III Васа
Колоната на Зигмунт III Васа (на полски: Kolumna Zygmunta III Wazy) е паметник на крал Зигмунт III Васа, извисяващ се на Замковия площад във Варшава.
Монументът е издигнат със средства от Владислав IV Васа по проект на Августин Лочи и Константино Тенкала през 1643 – 1644 г.
Паметникът е реставриран в периодите 1885 – 1887 и 1929 – 1931 г. Унищожен е от германските войски през септември 1944 г. и е издигнат отново през 1948 – 1949 г.

## История
Според свидетелствата на Албрихт Радживил, с решение на крал Владислав IV Васа за били съборени жилищните сгради на Бернардинския манастир, които кралят е купил по-рано именно за да изгради паметника на тяхно място.
Издигнатата през 1644 година колона на Зигмунт е най-старият светски паметник във Варшава и първата колона, издигната в съвременна Европа в чест на светска личност; тя остава единствен по рода си паметник до 1810 година, когато в Париж е издигната Вендомската колона. Колоната на краля е издигната от сина му Владислав IV Васа, който иска да почете по този начин паметта на своя баща. Издигането ѝ има и политическа цел (прославяне на династията Васа и укрепване на властта на краля) и по тази именно причина като място е избран площада пред Краковската порта (Bramą Krakowską), която по онова време е най-важният транспортен възел на столицата.
Проектът предизвиква конфликт между Владислав IV и нунций Марио Филонарди. Последният категорично се противопоставя на това фигурата на краля (светска личност) да бъде поставена на колоната. До този момент, съгласно традицията, върху паметниците-колони са били поставяни единствено статуи на Божията майка или на Исус Христос.
Проектът за колоната е създаден от Аугустин Лочи и Константино Тенкала. Статуята на краля е изработена от Клементе Молли, пристигнал специално за тази цел от Болоня, а отливката от бронз и четирите плочи с надписи са направени от кралския камбанолеяр Даниел Тим.Фигурата на владетеля е изобразена в архаизирани доспехи и богато украсена коронационна мантия, с корона на главата, той държи сабя в дясната си ръка, а лявата му ръка е опряна на латински кръст, десният му крак лежи върху шлем с щраусови пера; а на гърдите му се вижда орденът на Златното руно. Статуята я отлята в цялост. На цокъла е изписана датата 1644 и имената на скулптура и леяря.
Самата колона е изработена от блок конгломерат от каменоломната в Червена гура. Материалът се отличава с характерната си визия, която с времето все по-често бива определяна като „зигмунтувка“. Колоната в транспортирана до Варшава по река Висла. От пристанището за един ден е била дотъркаляна до площада (най-вероятно по улица „Мостова“), като за целта са били необходими около 300 души, подпомагани от 200 войници от кралската гвардия.
Паметникът е тържествено открит на 24 ноември 1644 година.
Колоната е била повредена по време на шведските войни през 1656 – 1657 и в началото на XVIII век. Възстановявана е няколко пъти. За пръв път през 1743 от Франчишек Домбровски, а след това през 1810 г. от Юзеф Боретти, подпомаган от група архитекти.
През 1827 желязната ограда около колоната е заменена с каменни стълбове, свързани с метални вериги. През 1854, във връзка с изграждането на водопровод, Хенрик Маркони проектира там фонтан. Фонтанът е пуснат в действие през април 1855.
През 1863 колоната е реставрирана за пореден път, като този път реставрационните дейности се ръководят от Юзеф Орловски. Генералната реконструкция на монумента, извършена през 1885 – 1889 е ръководена от Едвард Чихоцки. При тази реконструкция основният стълб на колоната е заменена с гранитен, доставен от виенското дружество Union-Baugeselschaft. Запазени са всички оригинални метални части.По решение на кмета на града Сократ Старинкевич борова дървесина от издигнатото скеле е използвана за построяването на църквата Св. Винсент дьо Пол на гробището в Бродно. Основата на първата колона е поставена в двора на Музея на промишлеността и земеделието, където можеше да се види и днес.
При обновителните дейности, извършени 1929 – 1931 е премахнат фонтанът и е върнат първоначалният вид на колоната.
По време на варшавското въстание паметникът е разрушен, през нощта на 1 срещу 2 септември 1944 е улучен от снаряд на немски танков отряд. Статуята на краля обаче пада на земята така, че не се поврежда сериозно. Откарана е с шейна в катедралата Св. Анна. През пролетта на 1945 е показана на изложба в Националния музей, озаглавена „Варшава обвинява“.
Формално инициатори за възобновяването на паметника са работниците от металургичната промишленост, към които се присъединяват профсъюзите на строителната промишленост, както и тези от керамичната и химическата промишленост. През февруари е създаден Комитет за възстановяване, председателстван от Хенрик Голански. Проектът за възстановяване на колоната е разработен от Станислав Жарин[23]. Поради изграждането на трасето Изток-Запад (trasa W-Z) фигурата е преместена с 6 м в североизточна посока. Новият стълб на колоната е изработен от гранит, добит през лятото на 1948, закаран до Варшава през октомври 1948 и обработван до март 1949.
Паметникът е тържествено открит на 22 юли 1949, в деня, в който е пуснато в експлоатация трасето Изток-Запад.
През 1965 паметникът е вписан в регистъра на забележителностите. По време на реконструкцията на Замковия площад се налага в основата на колоната да бъдат добавени няколко стъпала от гранит.

## Описание на колоната
Цокълът на колоната е украсен с четири бронзови плочи с надписи.
Преведени на полски и на български език латинските надписи звучат по следния начин:
| текст на полски | превод на български |
| --- | --- |
| Czci i przywiązaniu Poświęconą Kolumnę tę Zygmuntowi III Władysław IV z rodu, miłości, talentów Syn; z elekcji, porządku, szczęścia Następca; Ze ślubów, serca i czynu Wdzięczny; Ojcu Ojczyzny, Rodzicowi najlepiej zasłużonemu, Roku Pańskiego 1643 Wystawić rozkazał, Któremu już, Sława wieniec, Potomność wdzięczność, Wiekuistość pomniki Wzniosła, albo jest dłużna. | В почит и с привързаност, тази колона, посвещава на Зигмунт III, Владислав IV от семейството, по род, любов и талант Син; по избори, ред, щастие Наследник; по обети, сърце и дела Благодарен на Бащата на Отечеството, на най-заслуженият родител, в лето господне 1643 г. той заповяда да издигне венец от слава, благодарност към потомството, паметници вече издигнати или длъжни да бъдат издигнати. |

| на латински | на полски език | на български език |
| --- | --- | --- |
| SIGISMVUNDUS III LIBERIS SVFFRAGIIS POLONIAE HAEREDITATE SVCCESSIONE IVRE SVECIAE REX PACIS STVDIIS GLORIAQ INTER REGES PRIMVS BELLO ET VICTORIIS NEMINI SECVNDVS MOSCORVM DVCIBVS METROPOLI PROVINCIIS CAPTIS EXERCITIBVS PROFLIGATIS SMOLENSCO RECVPERATO TVRCICA POTENTIA AD CHOCIMVM REFRACTA QVADRAGINTA QVATVOR ANNIS REGNO IMPENSIS QVADRAGESIMVS QVARTVS IPSE IN REGIA SERIE OMNIVM AEQVAVIT AVT IVNXIT GLORIAM | Zygmunt III z mocy wolnej elekcji król Polski, z tytułu dziedziczenia, następstwa i prawa – król Szwecji, w umiłowaniu pokoju i w sławie pierwszy pomiędzy królami, w wojnie i zwycięstwach nie ustępujący nikomu, wziął do niewoli wodzów moskiewskich, stolicę i ziemie [moskiewskie] zdobył, wojska rozgromił, odzyskał Smoleńsk, złamał pod Chocimiem potęgę Turcji, panował przez czterdzieści cztery lata, w szeregu czterdziesty czwarty król, dorównał [w chwale] wszystkim lub [całą] chwałę złączył [w swojej osobie] | Зигмунт III, крал на Полша по силата на свободни избори, по наследство, унаследяване и по право – кралят на Швеция, по любов към мира и славата, пръв измежду кралете, който не отстъпва никому във война и победи, който плени Московските вождове, завзе столицата и земите [московски], събра армия, възвърна си Смоленск, разби властта на Турция край Хочим, царува четиридесет и четири години, четиридесет и четвъртият крал подред, равен [по слава] на всички или събрал [на всички ] славата [в свое лице] |

| на полски език | на български език |
| --- | --- |
| Nie rośnie sława Zygmunta dzięki kolumnie ani głazom ciosanym: sam on dla siebie był górą: nie bierze on blasku od złota ani mocy od spiżu: blask jego był jaśniejszy od złota a mocniejszy od spiżu | Славата на Зигмунт не се увеличава благодарение на колоната или изсечените камъни: самият той беше планина за себе си: той не взема блясък от злато, нито сила от бронз: сиянието му беше по-ярко от златото и по-силно от бронз |

| на полски език | на български език |
| --- | --- |
| Tak w niebie, jak i na ziemi – król Zygmunt III wyróżniający się pobożnością i orężem, słusznie zyskał podwójną chwałę: z jednej strony miecz, z drugiej krzyż trzyma niemniej dzielną, jak pobożną dłonią: mieczem walczył, pod tym znakiem zwyciężył, pod tym znakiem żył bezpieczny, niezwyciężony, szczęśliwy. Teraz dzięki szczęśliwości, jaką dał na ziemi – sławny, a jaką zasłużył sobie w niebie – błogosławiony | Както на небето, така и на земята – крал Зигмунт III, отличаващ се с благочестие и оръжия, с право спечели двойна слава: от една страна меч, от друга държи не по-малко смело кръста, като благочестива ръка, под този знак той победи, под този знак живя в безопасност, непобедим, щастлив. Сега, благодарение на щастието, което той даде на земята – е славен, а както заслужи в небесата – благословен |